# セルゲイ・チェトコヴィッチ
セルゲイ・チェトコヴィッチ（モンテネグロ語:Sergej Ćetković / Сергеј Ћетковић）は、モンテネグロの歌手である。旧ユーゴスラビア諸国を中心に活動している。

## 来歴
1976年3月8日、ユーゴスラビア社会主義連邦共和国のティトーグラードに生まれる。7歳のときにヴァトレナ・スルツァ（Vatrena srca、「情熱の心」）というバンドで歌唱とピアノ演奏をしたのがきっかけとなり、プロの音楽の道を志すようになった。1998年に音楽祭・スンチャネ・スカレに出場して「（Bila si ruža）」を歌う。2年後の2000年12月には初のアルバム『Kristina』を製作、これを評価したレコード会社ゴーラトン（Goraton）はその権利を買い取り、ジャケットのデザイン等を一新して旧ユーゴスラビア諸国全域で発売した。
2002年12月には2枚目のアルバム『Budi mi voda』がゴーラトンより発売される。ブドヴァ・フェスティバルに出場して「Postojim i ja」を歌い、最優秀アレンジメント賞を受賞する。2005年には初のベスト版も発売され、更に3枚目のアルバム『Kad ti zatreba』も発売される。

## スタジオ・アルバム
- Kristina (2000)
- Budi mi voda (2003)
- Kad ti zatreba (2005)
- Pola moga svijeta (2007)
- 2 minuta (2010)

### その他のアルバム
- The best of (2005)
- Sergej Live (2006)
- Balade (2011)